# SSSPM J0134−6315
| SSSPM J0134−6315                                        | SSSPM J0134−6315                   |
| ------------------------------------------------------- | ---------------------------------- |
| Beobachtungsdaten Äquinoktium: J2000.0, Epoche: J2000.0 |                                    |
| Sternbild                                               | Hydrus                             |
| Rektaszension                                           | 01h 33m 32,5s                      |
| Deklination                                             | −63° 14′ 42″                       |
| Eigenschaften                                           |                                    |
| Scheinbare Helligkeit                                   | J-Band: 14,5 mag                   |
| Spektraltyp                                             | L0                                 |
| Eigenbewegung:                                          |                                    |
| in Rektaszension:                                       | μαcos(δ) = +0,077 ± 0,008 arcsec/a |
| in Deklination:                                         | μδ = −0,081 ± 0,009 arcsec/a       |
| Geschichte                                              |                                    |
| Identifizierung                                         | Lodieu et al., 2005                |
| Katalogeinträge                                         |                                    |
| 2MASS J01333248−6314415                                 |                                    |

SSSPM J0134−6315 ist ein L0-Zwerg im Sternbild Hydrus. Er wurde 2005 von Lodieu et al. identifiziert.